# Андора
Андора (італ. Andora, ліг. Andeua) — муніципалітет в Італії, у регіоні Лігурія, провінція Савона.
Андора розташована на відстані близько 430 км на північний захід від Рима, 85 км на південний захід від Генуї, 50 км на південний захід від Савони.
Населення — 7620 осіб (2014).
Щорічний фестиваль відбувається 3 травня. Покровитель — San Giacomo il Minore.

## Демографія
Населення за роками:

Станом на 1 січня 2023 року в муніципалітеті офіційно проживало 614 іноземців з 51 країни, серед них 215 громадян країн Євросоюзу та 31 громадянин України.

## Сусідні муніципалітети
- Алассіо
- Черво
- Гарленда
- Лаїгуелья
- Сан-Бартоломео-аль-Маре
- Стелланелло
- Вілла-Фаральді
- Вілланова-д'Альбенга